# ماريو بيانشيني
ماريو بيانشيني (بالإيطالية: Mario Bianchini)‏ (13 مايو 1914 – 1 يونيو 1957) هو ملاكم إيطالي راحل، مثّل بلاده في الألعاب الأولمبية الصيفية 1932.

## روابط خارجية
ماريو بيانشيني على موقع بوكس ريك (الإنجليزية) (registration required)
- ماريو بيانشيني على موقع أوليمبيديا (الإنجليزية)